# Bahnstrecke Bayóvar–Reventazón
| Bayóvar–Reventazón | Bayóvar–Reventazón  |
| ------------------ | ------------------- |
| Streckenlänge:     | 46 km               |
| Spurweite:         | 1000 mm (Meterspur) |
|                    |                     |

Die Bahnstrecke Bayóvar–Reventazón war eine eingleisige Bahnstrecke in Meterspur. Die Bahnstrecke befand sich in Nordwest-Peru im heutigen Distrikt Sechura der gleichnamigen Provinz. Sie verband die Schwefelbergwerke von Reventazón (⊙) mit dem Hafen Bayóvar (⊙) an der Pazifikküste.  

## Geschichte
Wie zahlreiche andere Eisenbahnen in Peru handelte es sich um einen Inselbetrieb, der gebaut wurde, um einem wirtschaftlich interessanten Ort im Hinterland Zugang zu einem Hafen an der Pazifikküste zu verschaffen. Die Betreiber der Bergwerke erhielten 1899 die Konzession für eine Eisenbahn von ihren Bergwerken nach Bayóvar und dort für einen Pier zum Verladen des abgebauten Schwefels. Kurz darauf gingen die entsprechenden Rechte aus den Bergwerken und der Konzession an das Sechura Mining and Industrial Syndicate über, das die Bahn 1903 in Betrieb nahm und 1905 um knapp 4 km auf die endgültige Länge ausbaute.
1920 war der Preis für Schwefel stark gesunken, so dass die Bergwerke – und damit auch die Bahn – aufgegeben wurden.

## Betrieb
Die Bahn besaß zwei Dampflokomotiven und 24 Güterwagen. Öffentlicher Personenverkehr fand nicht statt.